# رتم جارویی
رتم جارویی (به انگلیسی: Cytisus scoparius،  common broom) یک گیاه بومی بریتانیا و ایرلند و غرب و مرکز اروپا می‌باشد. این گیاه در طب سنتی استفاده می‌شود.

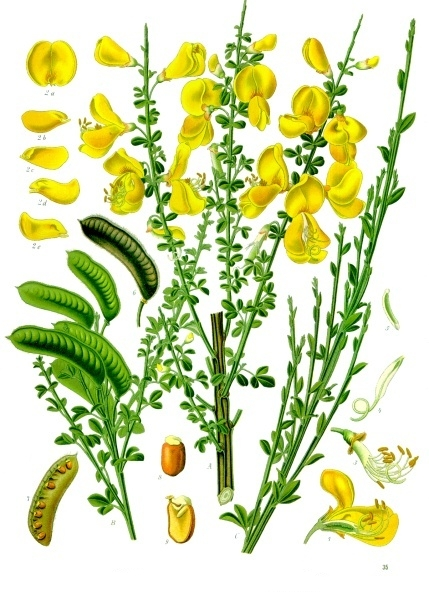
تصویر رتم جارویی در کتاب گیاهان دارویی کهلر

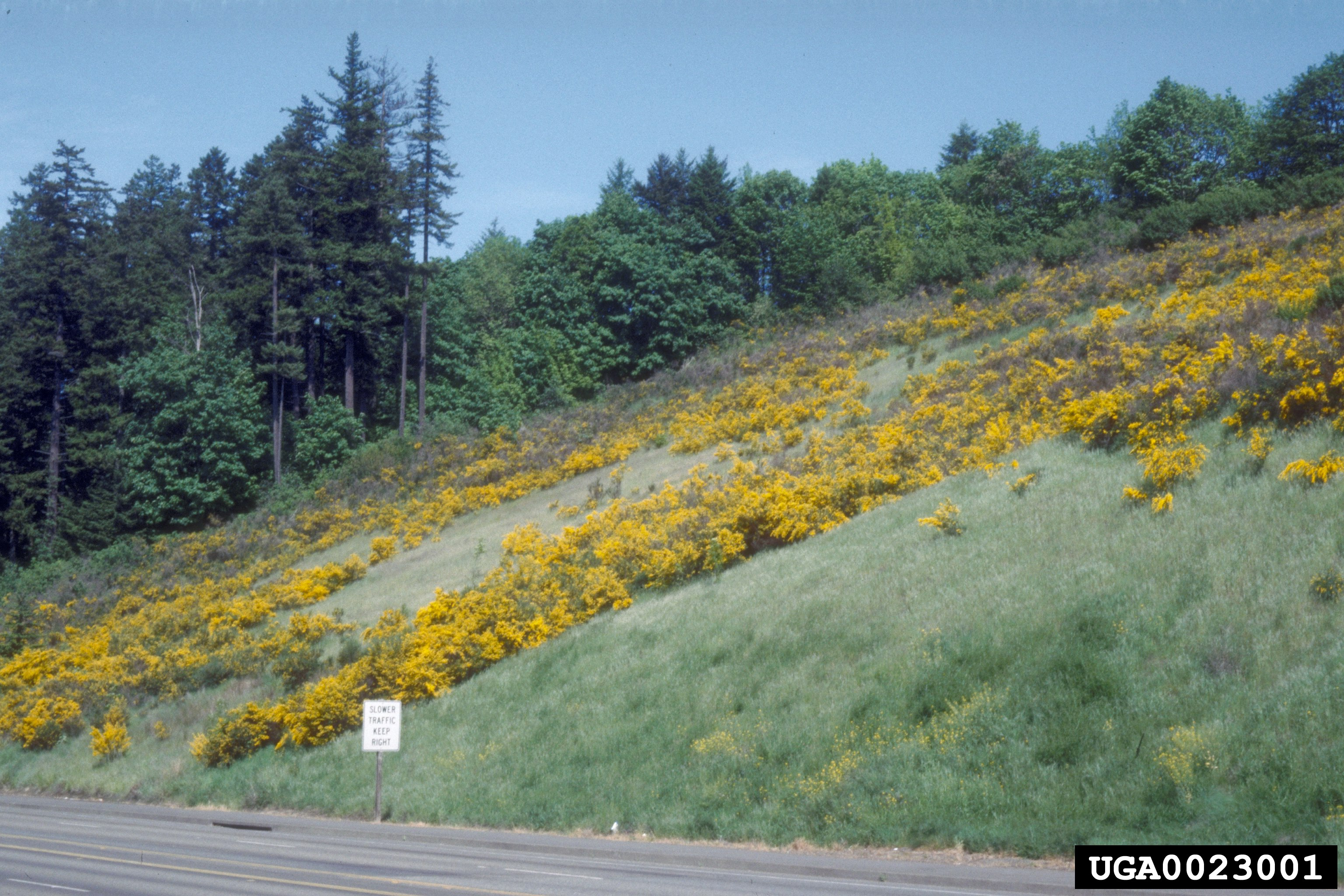
بعنوان علف هرز در شمال آمریکا

رتم جارویی درختچه‌ای است که تا ۴ متر ارتفاع دارد و دارای شاخه‌های متعدد به رنگ سبز می‌باشد. برگهای پایینی آن دارای ۳ برگچه بوده و گلهای آن شبیه گلهای عدس و نخود ولی به رنگ زرد طلایی است.